# Coupe des clubs champions européens 1958-1959
Navigation
Édition précédente Édition suivante
La Coupe des clubs champions européens 1958-1959 a vu la victoire du Real Madrid.
C'est le quatrième succès consécutif pour le Real dans cette compétition.
28 équipes de 26 associations de football ont pris part à la compétition qui s'est terminée le 3 juin 1959 par la finale au Neckarstadion à Stuttgart.

## Tour préliminaire
| Équipe 1                     | Résultat     | Équipe 2                    | Aller | Retour | Appui |
| ---------------------------- | ------------ | --------------------------- | ----- | ------ | ----- |
| Juventus FC                  | 3 - 8        | Wiener Sport-Club           | 3 - 1 | 0 - 7  | -     |
| Dinamo Zagreb                | 3 - 4        | VTJ Dukla Prague            | 2 - 2 | 1 - 2  | -     |
| Copenhague BK                | 6 - 8        | FC Schalke 04               | 3 - 0 | 2 - 5  | 1 - 3 |
| Club Atlético Madrid         | 13 - 1       | Drumcondra FC               | 8 - 0 | 5 - 1  | -     |
| SC Wismut Karl-Marx-Stadt    | 8 - 4        | FC Petrolul Ploiești        | 4 - 2 | 0 - 2  | 4 - 0 |
| AS La Jeunesse d'Esch        | 3 - 7        | IFK Göteborg                | 1 - 2 | 1 - 0  | 1 - 5 |
| KS Polonia Bytom             | 0 - 6        | MTK                         | 0 - 3 | 0 - 3  | -     |
| VV DOS                       | 4 - 6        | Sporting Club Portugal      | 3 - 4 | 1 - 2  | -     |
| Royal Standard Club Liégeois | 6 - 3        | Heart of Midlothian FC      | 5 - 1 | 1 - 2  | -     |
| Ards FC                      | 3 - 10       | Stade de Reims              | 1 - 4 | 2 - 6  | -     |
| BSC Young Boys               | Q. - forfait | Manchester United FC        | -     | -      | -     |
| Beşiktaş JK                  | Q. - forfait | Olympiakós FC Le Pirée      | -     | -      | -     |
| Wolverhampton Wanderers FC   | exempté      |                             |       |        |       |
| Helsinki PS                  | exempté      |                             |       |        |       |
| CDNA Sofia                   | exempté      |                             |       |        |       |
| Real Madrid CF               | exempté      | en tant que tenant du titre |       |        |       |

## Huitièmes de finale
| Équipe 1                   | Résultat | Équipe 2                     | Aller | Retour | Appui    |
| -------------------------- | -------- | ---------------------------- | ----- | ------ | -------- |
| Real Madrid CF             | 3 - 1    | Beşiktaş JK                  | 2 - 0 | 1 - 1  | -        |
| Wiener Sport-Club          | 3 - 2    | VTJ Dukla Prague             | 3 - 1 | 0 - 1  | -        |
| Wolverhampton Wanderers FC | 3 - 4    | FC Schalke 04                | 2 - 2 | 1 - 2  | -        |
| Club Atlético Madrid       | 5 - 3    | CDNA Sofia                   | 2 - 1 | 0 - 1  | 3 - 1 ap |
| MTK                        | 2 - 6    | BSC Young Boys               | 1 - 2 | 1 - 4  | -        |
| IFK Göteborg               | 2 - 6    | SC Wismut Karl-Marx-Stadt    | 2 - 2 | 0 - 4  | -        |
| Sporting Club Portugal     | 2 - 6    | Royal Standard Club Liégeois | 2 - 3 | 0 - 3  | -        |
| Stade de Reims             | 7 - 0    | Helsinki PS                  | 4 - 0 | 3 - 0  | -        |

## Quarts de finale
| Équipe 1                     | Résultat | Équipe 2                  | Aller | Retour | Appui |
| ---------------------------- | -------- | ------------------------- | ----- | ------ | ----- |
| Wiener Sport-Club            | 1 - 7    | Real Madrid CF            | 0 - 0 | 1 - 7  | -     |
| Club Atlético Madrid         | 4 - 1    | FC Schalke 04             | 3 - 0 | 1 - 1  | -     |
| BSC Young Boys               | 4 - 3    | SC Wismut Karl-Marx-Stadt | 2 - 2 | 0 - 0  | 2 - 1 |
| Royal Standard Club Liègeois | 2 - 3    | Stade de Reims            | 2 - 0 | 0 - 3  | -     |

## Demi-finales
| Équipe 1       | Résultat | Équipe 2             | Aller | Retour | Appui |
| -------------- | -------- | -------------------- | ----- | ------ | ----- |
| Real Madrid CF | 4 - 3    | Club Atlético Madrid | 2 - 1 | 0 - 1  | 2 - 1 |
| BSC Young Boys | 1 - 3    | Stade de Reims       | 1 - 0 | 0 - 3  | -     |

## Finale
| Entraîneur :   |
| Luis Carniglia |

| Entraîneur :   |
| Albert Batteux |

| Entraîneur :   |
| Luis Carniglia |

| Entraîneur :   |
| Albert Batteux |

## Meilleurs buteurs
- Statistiques officielles de l'UEFA

| Rang | Buteur             | Club                 | Buts |
| ---- | ------------------ | -------------------- | ---- |
| 1    | Just Fontaine      | Stade de Reims       | 10   |
| 2    | Vavá               | Club Atlético Madrid | 8    |
| 3    | Alfredo Di Stéfano | Real Madrid CF       | 6    |
| 3    | Joaquín Peiró      | Club Atlético Madrid | 6    |